# Monotrematum
Monotrematum is een geslacht van uitgestorven vogelbekdieren uit de orde Monotremata.
Monotrematum werd in 1992 beschreven aan de hand van fossielen uit Punta Peligro in Patagonië. Dit vogelbekdier leefde in het Vroeg-Paleoceen (61 miljoen jaar geleden) en Monotrematum was ongeveer twee keer zo groot als zijn hedendaagse verwant. Het was tot de beschrijving van Patagorhynchus het enige bekende niet-Australaziatische cloacadier. De vondst van Monotrematum in Zuid-Amerika vormt een bewijs voor een verbinding tussen Australië, Zuid-Amerika en Antarctica aan het begin van het Cenozoïcum.